# Aglaonema modestum
Aglaonema modestum är en kallaväxtart som beskrevs av Heinrich Wilhelm Schott och Adolf Engler. Aglaonema modestum ingår i släktet Aglaonema och familjen kallaväxter. Inga underarter finns listade.

## Bildgalleri